# Estación de Walterswil-Striegel
La estación de Walterswil-Striegel es una estación ferroviaria de la comuna suiza de Oftringen, en el Cantón de Argovia.

## Historia y situación
La estación de Walterswil-Striegel fue inaugurada en el año 1877 se inauguró la línea Zofingen - Lenzburg - Wettingen por parte del Schweizerischen Nationalbahn (SNB). En 1902 la compañía pasaría a ser absorbida por SBB-CFF-FFS.
Aunque se encuentra ubicada en la comuna de Oftringen, su función es prestar servicio a las localidades de Walterswil, situada a casi un kilómetro al noreste de la estación, y a Striegel, perteneciente a la comuna de Safenwil. Cuenta un andén lateral al que acceden una vía pasante.
En términos ferroviarios, la estación se sitúa en la línea Zofingen - Wettingen. Sus dependencias ferroviarias colaterales son la estación de Küngoldingen hacia Zofingen y la estación de Safenwil en dirección Wettingen.

## Servicios ferroviarios
Los servicios ferroviarios de esta estación están prestados por SBB-CFF-FFS.

### S-Bahn Argovia
En la estación efectúan parada los trenes de una línea perteneciente a la red S-Bahn Argovia:
- S 28 Zofingen - Suhr – Lenzburg

1. Trenes cada 30 minutos de lunes a viernes. Sábados, domingos y festivos trenes cada 60 minutos en ambos sentidos